# Reprezentacja Gujany Francuskiej w piłce nożnej mężczyzn
Reprezentacja Gujany Francuskiej w piłce nożnej, choć geograficznie należeć powinna do Południowoamerykańskiej Konfederacji Piłkarskiej (CONMEBOL), jest członkiem Konfederacji Piłkarskiej Ameryki Północnej, Środkowej i Karaibów (CONCACAF). Gujana Francuska jest autonomią francuską i częścią Francuskiej Federacji Piłki Nożnej, dlatego nie może brać udziału w kwalifikacjach do Mistrzostw Świata.
Zajmując trzecie miejsce w Pucharze Karaibów 2017 zakwalifikowała się do turnieju finałowego Złotego Pucharu CONCACAF.

## Udział wMistrzostwach Świata
- 1930 – 2022 – Nie brała udziału (nie była członkiem Międzynarodowej Federacji Piłki Nożnej)

## Udział wZłotym Pucharze CONCACAF
- 1991 – 2011 – Nie brała udziału (nie była członkiem Konfederacji Piłkarskiej Ameryki Północnej, Środkowej i Karaibów)
- 2013 – 2015 – Nie zakwalifikowała się
- 2017 – Faza Grupowa
- 2019 – 2021 – Nie zakwalifikowała się

## Udział wPucharze Karaibów
- 1989 – 1994 – Nie zakwalifikowała się
- 1995 – Faza Grupowa
- 1996 – 1998 – Nie zakwalifikowała się
- 1999 – Wycofała się w trakcie kwalifikacji
- 2001 – Nie brała udziału
- 2005 – Nie zakwalifikowała się
- 2007 – 2010 – Nie brała udziału
- 2012 – Faza Grupowa
- 2014 – Faza Grupowa
- 2017 – III Miejsce